# .ipa
El formato de archivos .ipa es el formato utilizado para las aplicaciones de Apple en los dispositivos iPhone, iPod Touch y iPad. Generalmente su utilización no requiere la compresión como los archivos RAR y ZIP y solo funciona en los dispositivos que usen iOS. Fue desarrollado por el equipo de Steve Jobs en el 2007 como base de las aplicaciones de Apple y es la más común en los dispositivos iOS. Las aplicaciones descargadas de otra página web que no sea iTunes no se podrá sincronizar en el dispositivo iOS (iPhone, iPod touch,y iPad) sin Jailbreak.